# Radioactiviteit
Radioactiviteit komt van materie die spontaan ioniserende straling uitzendt.
Het kan gaan om spontane splijting (desintegreren) van kernen van radionucliden. Anders dan bij chemische processen is dit sterk afhankelijk van de isotoop. Radioactief verval is een natuurkundig fenomeen. Na de desintegratie verandert de atoomkern van samenstelling; hij bevat meer of minder protonen en/of neutronen. Zo ontstaan er andere nucliden en daarmee soms een andere isotoop van hetzelfde chemisch element, maar meestal een ander element.
Het kan ook gaan om zuiver bètaverval of gammaverval, of elektronenvangst. De overgang hangt af van de energietoestand van de nucliden.
In sommige situaties is het ontstane atoom, ook wel de dochternuclide genoemd, zelf ook weer instabiel. Het proces gaat door totdat er een stabiele atoomkern is ontstaan. Men spreekt dan van een vervalketen.

Gevarenteken radioactiviteit

## Geschiedenis
Aan de ontdekking van, en het onderzoek naar, radioactiviteit hebben veel mensen hun naam verbonden. Enkele van de voornaamste zijn:
- Becquerel zag een verband tussen de door Röntgen ontdekte stralen en experimenten die hij eerder deed met kaliumuranylzouten.
- Pierre en Marie Curie noemden het verschijnsel radioactiviteit. Ze ontdekten dat er in uranium- en thoriumverbindingen andere stoffen zaten die er oorspronkelijk niet waren.
- Rutherford bestudeerde de straling die vrijkwam bij radioactiviteit en ontdekte dat er drie soorten van straling waren: alfa-, bèta- en gammastraling.
- Soddy gaf vervolgens met Rutherford de naam emanatie aan edelgassen die uit radioactieve stoffen kwamen en kwam tot het besluit van de radioactieve transformaties. Een derde zeer belangrijke ontdekking van Soddy was het bestaan van isotopen. Samen met Fajans beschreef hij vervolgens de drie natuurlijke vervalwegen.
- Irène Joliot-Curie ontdekte de kunstmatige radioactiviteit.

## Verval
Atomen bestaan uit een kern, die is samengesteld uit een aantal protonen en neutronen. Om de kern bevinden zich elektronen. Wanneer de samenstelling van de kern instabiel is, zodat deze na verloop van tijd spontaan uiteenvalt, noemt men een dergelijk atoom een radionuclide. Bij dit uiteenvallen komt stralingsenergie vrij.
Radionucliden kunnen op een aantal verschillende manieren uiteenvallen, maar voor dezelfde soort radionuclide is dit altijd volgens hetzelfde patroon. Deze processen hebben daarom gemeen dat het strikt eerste-ordeprocessen zijn, die volledig te beschrijven zijn door een halfwaarde- of halveringstijd. Hier betekent de halveringstijd de tijd die het kost voordat de helft van de atomen uiteen is gevallen. Dit kan per soort radionuclide variëren van minuten tot miljarden jaren. Radionucliden blijven net zo lang uiteenvallen totdat ze een stabiel atoom vormen. Halfwaardetijden zijn vrijwel niet door uitwendige processen te beïnvloeden. De enige uitzondering is elektronenvangst. Daar zijn kleine verschillen mogelijk als gevolg van de verschillen in de golffunctie van het ingevangen elektron.

## Eenheden
Radioactiviteit wordt uitgedrukt in becquerel (Bq). Als er van een stof 1 atoom per seconde vervalt (desintegreert) is die stof een radioactieve bron (stralingsbron) met een sterkte van 1 becquerel.
Eén Bq wordt ook wel 1 desintegratie per seconde (dps) genoemd. De fysische dimensie is die van s−1, dezelfde dimensie als die van hertz.
In België is de grootste bron van radioactiviteit radon-gas. Dit radioactieve gas is voornamelijk in zuidelijk België een mogelijks gezondheidsrisico. Radon concentraties worden uitgedrukt in Becquerel per kubieke meter (Bq/m³). De grenswaarden die in België voor het radioactieve radon gas worden gehanteerd, zijn gebaseerd op een Richtlijn van de Europese Unie en bedragen 300 Bq/m³ voor bestaande gebouwen (het zogenaamde referentieniveau). Als de meetresultaten hoger liggen, moeten er maatregelen genomen worden. De Belgische streefwaarde bij remediëring of bij nieuwbouw bedraagt 100 Bq/m³. Liggen ze onder deze waarde van 100 Bq/m³, dan betekent dit niet dat er geen enkel risico is. Maar het risico is wel kleiner. Sommige bedrijven moeten in België verplicht radon meten op de werkvloer (zie website van het FANC). Particulieren kunnen op de website van het FANC ook een radontest bestellen. 
Om wat duidelijkheid te verkrijgen over hoe klein of hoe groot een becquerel is: de minister van Volksgezondheid grijpt pas in als voedsel radioactiever is dan 600 becquerel per kilogram. De hoeveelheid natuurlijke radioactieve stoffen in het menselijk lichaam is zo'n 120 Bq/kg, voornamelijk als gevolg van kalium-40 en koolstof-14. De gemiddelde mens is dus een radioactieve bron van circa 8500 Bq.
Door een noodverordening naar aanleiding van de ramp bij de kerncentrale van Fukushima werden op 25 maart 2011 de stralingsnormen tijdelijk versoepeld. De verruiming gold voor producten uit Japan. De limiet voor zuivelproducten werd verhoogd tot maximaal 1000 Bq/kg en die voor de meeste andere voedingsmiddelen tot 1250 Bq/kg. Voor visolie en specerijen was de limiet zelfs meer dan een factor 20 versoepeld tot 12.500 Bq/kg. Na protesten van Europarlementariërs gelden sinds 11 april 2011 voor voedingsmiddelen uit Japan dezelfde (hogere) normen zoals Japan die hanteert. In juni 2011 komt de Europese Commissie met een nieuw voorstel voor normen voor de maximale hoeveelheid radioactiviteit in voedsel, die dan voor alle voedingsmiddelen zouden gaan gelden, niet alleen die uit Japan.
Met name binnen de olie-industrie, bijvoorbeeld bij metingen van de natuurlijke radioactiviteit van gesteenten of mineralen, wordt voor de mate van radioactiviteit meestal de gamma-ray-waarde gebruikt. Deze waardes zijn opgesteld door het American Petroleum Institute.
Oudere eenheden van radioactiviteit zijn:
- rutherford (Rd) †
- curie (Ci) †
- mache (ME) †
- eman (E) †
- stat †

† Deze eenheden maken geen deel uit van het SI-stelsel.
Aan radioactiviteit gerelateerde eenheden:
- voor de geabsorbeerde dosis: gray (Gy), rad †
- het radioactieve-dosisequivalent: sievert (Sv), rem †
- de hoeveelheid straling: röntgen (R) †

Hierbij een lijst van voorbeelden van stralingsdosissen in microsievert:
| 0,05         | naast iemand slapen |
| 0,09         | gedurende 1 jaar in een straal van 30 mijl (48 kilometer) van een nucleaire site leven                                                         |
| 0,10         | 1 banaan opeten |
|              | gedurende 1 jaar in een straal van 62 mijl (100 kilometer) van een kerncentrale leven                                                          |
| 0,30         | gedurende 1 jaar in een straal van 50 mijl (80 kilometer) van een steenkoolcentrale leven                                                      |
| 0,40         | gedurende 1 jaar in een straal van 62 mijl (100 kilometer) van een kolencentrale leven                                                         |
| 10,00        | een gemiddelde dagelijkse dosis verkregen van natuurlijke achtergrond straling                                                                 |
| 20,00        | een röntgenfoto van de borstkas |
| 40,00        | een 5 uur durende vliegtuigvlucht |
| 600,00       | een mammogram |
| 1.000,00     | limiet waarde voor individuen van het algemene publiek (= 1 mSv), totale effectieve dosis per jaar                                             |
| 3.650,00     | gemiddelde jaarlijkse dosis verkregen van natuurlijke achtergrond straling                                                                     |
| 5.800,00     | CT scan van de borstkas |
| 10.000,00    | gemiddelde jaarlijkse dosis verkregen van natuurlijke achtergrondstraling in Ramsar (Iran)                                                     |
| 20.000,00    | een eenmalige full-body CT scan |
| 175.000,00   | jaarlijkse dosis van natuurlijke achtergrondstraling op een monaziet strand (licht radioactief mineraal) in de buurt van Guarapari (Brazilië). |
| 5.000.000,00 | dosis die een mens doodt met een 50% kans binnen de 30 dagen (LD50/30) als de dosis wordt verkregen gedurende een zeer korte tijd.             |

Zoals men kan zien, zijn lage dosissen zeer gewoon in het dagelijkse leven. Vanuit biologische gevolgen is het echter zeer belangrijk het verschil te maken tussen dosissen verkregen over korte periodes (acute dosissen) en dosissen verkregen gedurende langere periodes (chronische dosissen). Een acute dosis komt voor gedurende een korte en welbepaalde periode terwijl een chronische dosis een dosis is die blijft gelden gedurende een lange periode waardoor de dosis effect ratio beter is. Hoge dosissen zullen eerder cellen vernietigen terwijl langdurige lage dosissen cellen eerder beschadigen of ze veranderen. Lage dosissen over een lange periode veroorzaken ook niet meteen problemen tot een bepaald orgaan. Het effect van lage dosissen op celniveau komen vaak pas jaren later aan het licht.

## Straling
Wanneer men het in de context van radioactiviteit over straling heeft, doelt men op ioniserende straling. Dit is net als zichtbaar licht of radiogolven een vorm van straling, maar bevat veel meer energie (gemeten in elektronvolt). Hierdoor is deze vorm van straling in staat om veranderingen in atomen teweeg te brengen.
Elk atoom bestaat uit een positieve atoomkern (deze bevat protonen met een positieve elektrische lading en neutronen zonder lading) en negatieve elektronen die daaromheen zwerven. Wanneer de elektronen samen net zo negatief zijn als de atoomkern positief is, is het atoom neutraal. Als er echter één of meerdere elektronen worden weggenomen, is het atoom niet meer neutraal. Het is dan een geladen deeltje, ook wel een ion genoemd.
Straling die in staat is een elektron van een atoom weg te schieten en het atoom daarmee achter te laten als ion, wordt daarom ioniserende straling genoemd. Op deze manier geïoniseerde atomen zijn in de regel zeer reactief en reageren met elk molecuul dat toevallig in de buurt is.
De straling die bij radioactiviteit wordt uitgezonden is ioniserende straling. Ze wordt soms radioactieve straling genoemd. Dit is feitelijk onjuist: de stof is radioactief, niet de straling.
Er zijn verschillende soorten ioniserende straling: alfa- (α), bèta- (β) en gammastraling (γ) zijn veel voorkomende vormen. Als er losse neutronen vrijkomen spreekt men van neutronenstraling.

## Blootstelling op Aarde
Al het leven op aarde wordt jaarlijks blootgesteld aan een bepaalde dosis ioniserende straling. De meeste straling is al sinds het ontstaan van de Aarde aanwezig. De hoogte van de dosis is afhankelijk van verschillende factoren, waaronder waar men leeft, wat men eet of drinkt en welke medische behandelingen men ondergaat. De blootstelling kan zowel inwendig (bijvoorbeeld via voedsel) als uitwendig plaatsvinden.
Volgens het VN-Milieuprogramma (UNEP) wordt een mens op jaarbasis gemiddeld blootgesteld aan 3,05 millisievert (mSv) ioniserende straling. Daarvan heeft 2,4 mSv (ongeveer 80%) een natuurlijke oorsprong. De overige straling met kunstmatige oorsprong is vrijwel geheel afkomstig van medische onderzoeksmiddelen of behandelingen, zoals het maken van röntgenfoto's. Slechts 0,0072 mSv is van niet-medische oorsprong. Het grootste gedeelte hiervan is afkomstig van proeven met atoomwapens in de 20e eeuw. De Tsjernobyl-ramp draagt gemiddeld over alle mensen op Aarde 0,002 mSv bij aan de blootstelling. Energieproductie met kerncentrales vormt tot slot de kleinste stralingsbron, met gemiddeld 0,0002 mSv per jaar. Bovenstaande cijfers zijn een gemiddelde voor alle mensen op Aarde. De daadwerkelijke blootstelling kan per mens variëren.
De grootste stralingsbron op Aarde wordt gevormd door zogenaamde primordiale radionucliden. Dit zijn radionucliden met een zeer lange halveringstijd die sinds het ontstaan van de Aarde in de bodem en atmosfeer aanwezig zijn. Mensen kunnen direct vanuit de bodem aan straling door radionucliden zoals kalium-40 of thorium-232 worden blootgesteld, of nadat deze radionucliden terecht zijn gekomen in voedsel of bouwmaterialen. De hoeveelheid radionucliden in de bodem kan sterk variëren per locatie. Een andere belangrijke bron van ioniserende straling is radon-222, dat in gasvorm vrijkomt uit de bodem en in de atmosfeer terecht komt. Met name binnen gebouwen kan het zich in hogere concentraties opstapelen. 
Daarnaast wordt de gehele Aarde blootgesteld aan ioniserende straling vanuit het heelal (kosmische straling). Deze straling wordt deels tegengehouden door de dampkring en het aardmagnetisch veld. Door afbuiging door het magnetisch veld is de hoeveelheid kosmische straling bij de polen hoger dan bij de evenaar. Ook neemt de hoeveelheid toe, hoe hoger men zich bevindt. Personen die zeer regelmatig vliegen ontvangen daardoor jaarlijks een hogere dosis kosmische straling dan personen die het hele jaar op zeeniveau doorbrengen.

### Blootstelling in Nederland
Het RIVM heeft in 2021 een overzicht gepubliceerd over blootstelling in Nederland aan ioniserende straling door natuurlijke bronnen. Hierin kwam men uit op gemiddeld 1,7 mSv per jaar (UNSCEAR-methode) of 2,5 mSv per jaar (ICRP-methode). De Autoriteit Nucleaire Veiligheid en Stralingsbescherming en het ministerie van Volksgezondheid, Welzijn en Sport hebben respectievelijk opdracht gegeven voor aanvullende rapporten over de blootstelling door de industrie en door de medische sector. Volgens het RIVM krijgt elke gemiddelde Nederlander jaarlijks, als we de dosis van alle stralingsbronnen bij elkaar optellen, een gemiddelde waarde van ongeveer 2,8 mSv binnen. De stralingsdosis die iemand werkelijk in een jaar ontvangt verschilt echter van persoon tot persoon. Mensen die nooit in een ziekenhuis onderzocht worden, en in een gebied wonen waar weinig radon uit de bodem komt, ontvangen in vrijwel alle gevallen een stralingsdosis die lager is dan gemiddeld. Andersom zullen mensen die meerdere medische onderzoeken per jaar ondergaan, of in een huis wonen met veel radon of thoron, een hogere stralingsdosis ontvangen dan gemiddeld. De ondergrens ligt bij ruwweg 1 mSv per jaar. Maar een stralingsdosis van meer dan 10 mSv per jaar behoort ook tot de mogelijkheden.

## Effecten op gezondheid
Het leven op Aarde is ontstaan en geëvolueerd in een omgeving waarin ioniserende straling voorkomt. Zo heeft het menselijk lichaam bijvoorbeeld een bepaalde hoeveelheid kalium nodig, waarvan een vast gedeelte van nature altijd uit radioactief kalium-40 bestaat. Hoewel ioniserende straling altijd effect heeft, kan het regeneratief vermogen van het menselijk lichaam de negatieve effecten van lagere doses meestal voldoende tegengaan. Iedere hoeveelheid straling wordt uit voorzorg echter altijd als potentieel schadelijk beschouwd. De Wetenschappelijke Commissie van de Verenigde Naties inzake Gevolgen van Atoomstraling (UNSCEAR) onderscheidt vier dosisintervallen, met waarden uitgedrukt in gray (Gy). Onder een hoge dosis wordt bestraling met meer dan 1 Gy verstaan.
Als het hele lichaam met een dosis hoger dan 1 Gy bestraald wordt, dan gaan er in korte tijd zeer veel cellen van organen en weefsels kapot. Dit leidt tot ernstige effecten ('stralingsziekte') en soms zelfs tot sterfte. Het eerste zichtbaar effect van stralingsziekte  is diarree en braken. Bij een nog hogere dosis krijgen we te maken met zeer ernstige aandoeningen, zoals het beenmergsyndroom en het darmsyndroom. Als er bij een totale-lichaamsdosis van 4 Gy geen medische zorg verleend wordt, dan leidt het beenmergsyndroom in 50% van de gevallen tot sterfte. Bij een nog hogere dosis (ca. 10 Gy) treedt ook het darmsyndroom op. Het darmsyndroom ontstaat sneller dan het beenmergsyndroom. Een slachtoffer kan herstellen van het darmsyndroom, maar later alsnog overlijden door het beenmergsyndroom, waarvan de effecten later optreden.
De bij radioactiviteit vrijkomende straling kan chemische veranderingen veroorzaken in materie en dus ook in menselijke cellen. Het gaat dan om somatische weefselbeschadiging of van DNA-moleculen waardoor de erfelijke informatie wordt aangetast. Het lichaam zal proberen het beschadigde DNA te repareren. Er zijn dan feitelijk drie mogelijkheden: het herstel slaagt en de cel blijft functioneren zoals voordien, het herstel is foutief en de cel sterft of het herstel slaagt niet geheel, maar de cel overleeft toch. In het eerste geval is er dus geen effect. In het tweede geval is er sprake van een biologisch effect, apoptose met celdood als gevolg. In het derde geval is er sprake van een mutatie van erfelijke eigenschappen van de cel.
Bij intense straling sterven veel cellen in korte tijd en kunnen er kortetermijneffecten optreden. Dit kunnen minder ernstige effecten zijn van tijdelijke aard, zoals roodheid van de huid. Dit gebeurt vaak bij kankerpatiënten die worden bestraald. Directe effecten van straling kunnen ook zeer ernstig zijn en in het ergste geval dodelijk. Dit gebeurt maar zelden, denk aan de reddingswerkers bij de kernramp van Tsjernobyl. De wetenschappelijke term hiervoor is deterministische effecten. Het optreden van het effect is gebonden aan een bepaalde drempeldosis. Beneden de drempeldosis treedt het effect niet op, boven de drempeldosis wel. De ernst van het effect neemt toe met de blootstelling. Er bestaan verschillende drempeldoses voor verschillende deterministische effecten en ook afhankelijk van het weefsel.
Een mutatie van een cel kan gezondheidseffecten op lange termijn tot gevolg hebben, met name kanker. Of dergelijke effecten optreden kan een kwestie van toeval zijn; de kans dat ze optreden neemt echter toe met de hoeveelheid straling waaraan men wordt blootgesteld, dus afhankelijk van de intensiteit van de straling en de duur van de blootstelling. Er bestaat onder de wetenschappers enige controverse over de vraag of er een "veilig" niveau van blootstelling bestaat, of dat iedere blootstelling aan ioniserende straling in principe schadelijk kan zijn. Daarom wordt uit voorzorg bij het werken met radioactiviteit altijd uitgegaan van een mogelijk nadelig effect, ook bij zeer lage doses.
Dat radioactiviteit tot tumoren kan leiden, werd het eerst ontdekt bij meisjes die horlogewijzers met lichtgevende verf (op basis van radioactief radium) beschilderden. Ze kregen tumoren aan de lippen, doordat ze hun penselen met de mond bevochtigden.
Voor stralingsbescherming gaat men uit van een lineaire relatie tussen stralingsdosis en de kans op het ontstaan van kanker, zonder een drempeldosis. Boven 100 mSv(millisievert) is deze relatie aangetoond. Voor lage doses dan 100 mSv (vergelijkbaar met de hoeveelheid straling die we in het dagelijks leven allemaal ontvangen) kunnen we extra gevallen van kanker door straling niet aantonen. Die (berekende) extra gevallen zijn immers erg laag ten opzichte van het aantal mensen dat door andere oorzaken kanker krijgt.

## Bescherming
Verschillende soorten straling hebben verschillende doordringende vermogens. Zo wordt alfastraling al tegengehouden door een vel papier, en ook bètastraling is gemakkelijk tegen te houden: een dun laagje metaal of normale kleding kan al voldoende zijn. Het grootste gevaar loopt men als de radioactieve stof het lichaam binnendringt. Om gammastraling tegen te houden zijn speciale maatregelen nodig: 6 centimeter lood, 10 centimeter ijzer of 33 centimeter beton houden ongeveer 95% van de door kobalt-60 veroorzaakte straling tegen. Bij een nucleaire aanval biedt dan ook zelfs een tank geen goede bescherming. De meeste voorzorgsmaatregelen zijn er op gericht om radioactieve stoffen buiten de beschermde (en afgesloten) omgeving te houden. Er worden joodtabletten toegediend om te voorkomen dat de schildklier de radioactieve isotoop jodium-131 opneemt. Om de schadelijkheid van de straling aan te geven is de becquerel minder geschikt, omdat die niets zegt over de opgenomen hoeveelheid straling. Hiervoor zijn andere eenheden zoals de sievert beter geschikt (de eenheid rem is verouderd).

## Toepassingen
Radioactieve stoffen en ioniserende straling komen overal in de natuur voor. Deze radioactiviteit is meestal het gevolg van natuurlijke processen. Er komt straling uit de ruimte, uit de bodem, uit bouwmaterialen en zelfs in het menselijk lichaam zit een kleine hoeveelheid radioactiviteit.
Ioniserende straling kan nuttig worden toegepast, bijvoorbeeld bij:
- het meten van dichtheden van stoffen in procesinstallaties;
- het detecteren van roetdeeltjes in de lucht (brandalarmen);
- conserveren van levensmiddelen (vernietigen van bacteriën);
- niet-destructief onderzoek van lassen in olie- en gasbuizen;
- diagnostisch onderzoek van weefsels of vatenstelsels in het lichaam (registreren van gamma-straling met SPECT-scan of PET-scan);
- therapeutische behandeling, b.v. de vernietiging van kankercellen door bestraling.
- kernenergie